# Hedda Herwig
Hedda Juliane Herwig (* 21. April 1944 in Kassel; † 21. November 2015 in München) war eine deutsche Politikwissenschaftlerin und politische Philosophin mit den Forschungsschwerpunkten Sozialpsychologie sowie Politische Theorie und Ideengeschichte.

## Biografische Daten
Hedda Herwig wuchs als Tochter eines Schauspielers unter dem Vorzeichen einer anthroposophischen Erziehung auf. 1962 lernte sie den späteren Politikwissenschaftler und Universitätsprofessor Claus-Ekkehard Bärsch kennen, mit dem sie gemeinsam in der Ludwig-Maximilians-Universität in München studierte. Beide verband seither eine freundschaftliche Beziehung.
1969 promovierte sie bei dem politischen Philosophen Eric Voegelin. Zwischen 1975 und 1978 war sie Assistentin für Medizinische Psychologie an der Universität Göttingen, wo sie in den Jahren 1978 bis 1981 als Dozentin arbeitete.
Ab 1981 führte sie eine Lehrtätigkeit als Professorin in der RWTH Aachen aus (bis 1987). Zwischen 1988 und Frühjahr 1999 arbeitete sie als Professorin für Politische Wissenschaften an der Universität–Gesamthochschule–Duisburg, wobei sie in dieser Zeit ihren Wohnsitz sowohl in Düsseldorf als auch in München hatte. 

## Forschungen
In den letzten Jahren ihrer Lehrtätigkeit in der Duisburger Universität setzte sich  Herwig, neben allgemeinen sozialpsychologischen sowie politikwissenschaftlichen Fragestellungen, mit der Problematik von Moral und Machtbeziehungen, ästhetischer und symbolischer Politik, modernen politischen  Gewaltformen (Strategien der „Verschleierung“ und „Vereinnahmung“), mit der Psychoanalyse (insbesondere von Sigmund Freud und Jacques Lacan), ethnologischen Untersuchungen (z. B. mit den Pygmäen), entwicklungspsychologischen Themen, mit Geschlechterforschung, dem Eros-Konzept von Platon sowie insgesamt mit dem Thema „Psyche und Gesellschaft“ auseinander.
Herwig hat vor allem im Bereich Psychoanalyse und Politik publiziert.
Sie wurde im Jahr 2000 wegen Krankheit in den vorzeitigen Ruhestand versetzt, wandte sich vom akademischen Wissenschaftsbetrieb ab und war zuletzt als „Beratende Astrologin“ tätig.

## Schriften
- 1969 Therapie der Menschheit. Studien zur Psychoanalyse Freuds und Jungs, München, DNB
- 1970 Psycho-Historie: Wegweiser. In: Robert Jay Lifton: Die Unsterblichkeit des Revolutionärs, München, ISBN 3-471-61551-2.
- 1977 Selbstbestimmung als politische Praxis. In: Udo Bermbach (Hrsg.): Politische Wissenschaft und politische Praxis. Tagung der Deutschen Vereinigung für Politische Wissenschaften in Bonn, Herbst 1977. Politische Vierteljahresschrift, Sonderheft 9, 19. Jg. (1978), VS Verlag, Opladen 1978, S. 32–44, ISBN 3-531-11458-1. Google Books
- 1979 Das Münsterische Täufertum. Prototypische Charakteristika und Ursachen einer politischen Erlösungsbewegung. In: Zeitschrift für Religions- und Geistesgeschichte 31 (1979)
- 1980 Formen des Emanzipationsbegriffs. Zur Kritik der unbestimmten Selbstverwirklichung, München, ISBN 3-7705-1922-1.
- 1982 Medizinische Psychologie. In: Hermann Pohlmeier (Hrsg.): Medizinische Psychologie und Klinik, Stuttgart, ISBN 3-87844-000-6.
- 1984 Psychologie der Gnosis: C.G. Jung. In: Jacob Taubes: Religionstheorie und Politische Theologie. Band 2: Gnosis und Politik. München
- 1990 Das Urteil des Bundesverfassungsgerichts zu § 218 als Ausdruck herrschender Sexualmoral. In: Anja Bagel-Bohlau / Michael Salewski (Hrsg.): Sexualmoral und Zeitgeist im 19. und 20. Jahrhundert, Opladen, ISBN 3-8100-0869-9.
- 1992 »Sanft und verschleiert ist die Gewalt …«. Ausbeutungsstrategien in unserer Gesellschaft, Reinbek bei Hamburg, ISBN 3-498-02913-4.